# 670 г. пр.н.е.

## Събития

### В Азия

#### В Асирия
- Цар на Асирия е Асархадон (681/0 – 669 г. пр.н.е.).[1]
- Вътрешна криза (вероятно разкриване на заговор срещу короната) във Вавилония принуждава царя да екзекутира някои свои подчинени командири.[2]

#### В Елам
- Цар на Елам e Уртаку (675 – 664 г. пр.н.е.).[3]
- След тази година в Елам настъпва промяна в климата и суша която принуждава част от населението да напусне страната.[4]

### В Африка

#### В Египет
- Фараонът на Египет Тахарка (690 – 664 г. пр.н.е.) управлява в Куш и египетските земи без Долен Египет, който след нашествието на Асархадон от предната година, е под асирийско върховенство.